# Panagiōtīs Karatzas
Panagiōtīs Karatzas (in greco Παναγιώτης Καρατζάς?; Atene, 29 giugno 1965) è un ex cestista greco.

## Carriera
Con la Grecia ha disputato i Campionati mondiali del 1986 e i Campionati europei del 1987.

## Palmarès
- Campionato greco: 2

Olympiaos: 1992-93, 1993-94
- Coppa di Grecia: 1

Olympiaos: 1993-94